# Picenum

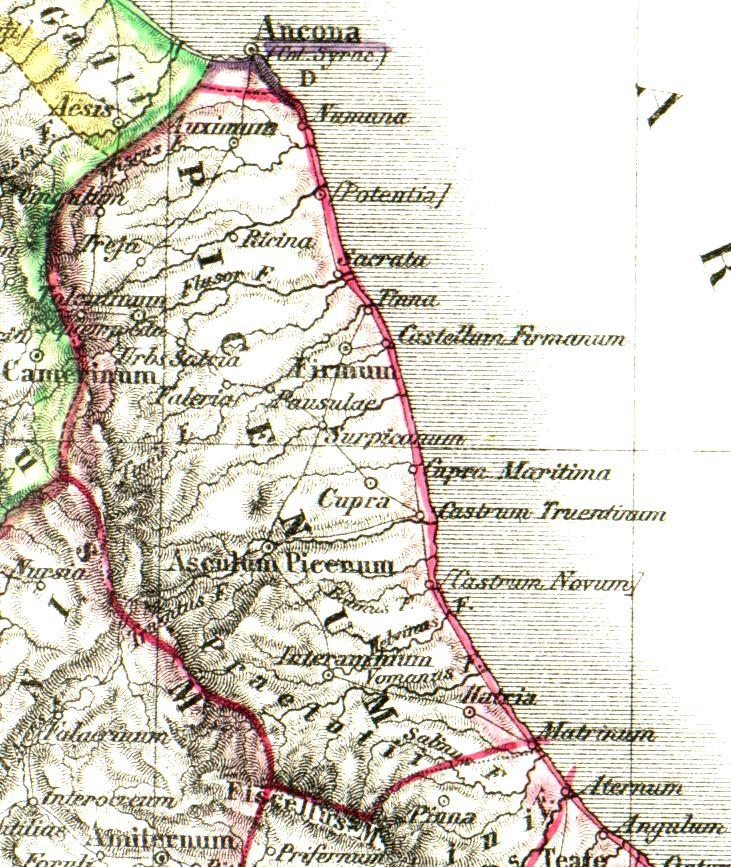
Regio V – Picenum

Als Picenum wurde in der Antike eine Landschaft in Mittelitalien bezeichnet. Sie lag in den heute südlichen Marken, entlang des Adriatischen Meeres und war vom Land der Sabiner durch die Apenninen getrennt, deren östliche Ausläufer das Picenum durchzogen. Es wurde von vielen parallelen kleinen Küstenflüssen bewässert, u. a. dem Aesis (Esino), der die nördliche Grenze markierte, dem Flusor (Chienti), der Tinna (Tenna), dem Truentus (Tronto) und dem die südliche Grenze bildenden Aternus (Pescara).
Die Einwohner, Picentes, Piceni, auch Picentini genannt (der Name wurde von picus, Specht, dem dem Mars heiligen Vogel, abgeleitet), gehörten zu den Sabellern und galten als weichlich und unkriegerisch. Die Picenter schlossen zwar 299 v. Chr. ein Bündnis mit Rom, fielen aber schon 269 wieder ab. Sie wurden in dem Kampf, der sich daraus entspann, von dem Konsul Publius Sempronius Sophus geschlagen und nach Eroberung ihrer Hauptstadt Asculum (jetzt Ascoli Piceno) der römischen Herrschaft unterworfen. Der Bundesgenossenkrieg 90–89, an dem die Picenter einen hervorragenden Anteil nahmen, verschaffte diesen das römische Bürgerrecht. Seit der augusteischen Zeit bildete das Picenum die 5. Region Italiens.
Die bedeutendsten Städte des Landes waren zur Zeit der römischen Herrschaft an der Küste: Ancona (Kolonie von Syrakus), Firmum, Castrum Novum (um 265 von den Römern gegründet) und Hadria; im Innern: Asculum, Urbs Salvia und Interamnia. Das Picenum war bekannt für die Produktion von Öl, Wein und Obst.